# APC9
B&T APC (Advanced Police Carbine) — сімейство вогнепальної зброї, розробленої та виробленої компанією B&T (раніше відомої як Brügger & Thomet) у Швейцарії. Анонсована у 2011 році серія пістолетів-кулеметів використовує стандартні боєприпаси 9×19 мм (APC9), .40 S&W (APC40), 10 мм Auto (APC10) та .45 ACP (APC45).

## Історія
Серія APC була розроблена у 2000-х роках як сучасний пістолет-кулемет, виробництво якого було б дешевшим, ніж карабіни з проміжним патроном, які в цей період все частіше використовувалися у військових цілях. До цього моменту B&T продавала MP9 та мала досвід виробництва пістолетів-кулеметів, а також багаторічні відгуки клієнтів про можливі поліпшення. Перші B&T APC були випущені у 2011 році.
У березні 2019 року B&T випустила серію APC9 PRO, удосконалення версії з безповоротно-поступальною рукояткою заряджання та змінною пістолетною рукояткою, сумісною з рукоятками для сімейства вогнепальної зброї типу AR-15. APC9 PRO має додаткові нижні ресивери, що дозволяють використовувати магазини Glock або SIG Sauer P320.
29 березня 2019 року компанія B&T отримала контракт у рамках конкурсу з угоди про виробництво малогабаритної зброї (P-OTA) армії США на свій пістолет-кулемет APC9K. Договір на 2,6 мільйона доларів включав початкові 350 компактної зброї (SCW) з можливістю збільшення кількості до 1000 SCW, і навіть строп, посібників, аксесуарів і запчастин.

## Конструкція
APC використовується принцип роботи віддачі вільного затвора. Додавання запатентованої гідравлічної буферної системи на потиличнику ствольної коробки допомагає контролювати віддачу. Більш як 50 % деталей APC взаємозамінні між різними платформами.
Верхня частина ствольної коробки APC виготовлена з аерокосмічного сплаву, а нижня частина ствольної коробки, пістолетна рукоятка, магазин та приклад — з полімеру. В APC використовуються самі магазини, що й у MP9.
Механічний приціл APC складається з регульованого цілика примарного кільця та циліндричної мушки. Прицільні пристрої можна скласти, коли вони не використовуються, і вони швидко висуваються при використанні. APC має стовбур із закритими вушами в стилі H&K MP5 і може бути оснащений швидкознімним глушником або полум'ягасником. Стовбур APC45 за замовчуванням поставляється з полум'ягасником.
У APC такий же складний полімерний приклад, як і гранатомета B&T GL-06. Вузол спускового гачка фактично такий самий, як у гвинтівки AR-15/M16 і допускає безліч запасних частин після продажу. Вся зброя, включаючи ручку заряджання, двостороння, і її можна регулювати в залежності від вимог стрілка.

## Варіанти
Пістолет-пулемет БТР пропонується в декількох варіантах. Стандартний пістолет-пулемет має довжину ствола 175 мм, варіант карабіна має ствол 406 мм для цивільного ринку. Усі варіанти доступні в калібрах 9 × 19 мм (APC9) і .45 ACP (APC45). Серія APC PRO може мати різні варіанти калібрів, прикладів, глушників, аксесуарів, тренувальних версій і можливість використовувати магазини Glock або SIG P320, надаючи платформу широкої модульності для її операторів.
- APC9 — базова модель, в якій використовується полімерна ствольна коробка, магазин і складний приклад. Може бути заряжен магазинами на 15, 20, 25 або 30 патронів.
- APC9 G — APC9 з нижнім ресивером, сумісним з магазинами пістолетів Glock .
- APC9 K — варіант APC9 з укороченим стволом.
- APC9-SD — варіант APC9 з вбудованим глушником.
- Карабин APC9 — цивільна версія APC9, здатна стріляти тільки в напівавтоматичному режимі.
- Карабин APC9-P — поліцейська версія карабіна APC9. Поставляється з більш довгими цев'ями і більш довгим стволом.
- APC9 Sports Carbine — спортивна версія карабіна APC9. Поставляється з більш довгими цев'ями і більш довгим стволом.
- APC40 — версія APC9 калібра .40 S&W.
- APC10 — версія APC9 калібра 10mm Auto.
- APC45 — версія APC9 калібра .45 ACP. Може вести тільки повністю автоматичний вогонь.
- APC45-SD — варіант APC45 з вмонтованим глушником.